# Cheirolophus lagunae
Cheirolophus lagunae là một loài thực vật có hoa trong họ Cúc. Loài này được Olivares & al. mô tả khoa học đầu tiên năm 1996.